# Kerti mák
A kerti mák (Papaver somniferum) a boglárkavirágúak (Ranunculales) rendjében a mákfélék (Papaveraceae) családjának névadó faja, fontos kultúrnövényünk.

## Megjelenése, felépítése
Felálló, szőrös vagy sima szára akár 120 cm magasra is fölmagasodhat. Nyél nélküli, felfelé törő, ovális levelei gyakran fogazottak, fűrészesek. Virágai ragyogó fehérek vagy vörösek, rózsaszínek vagy lilák vagy ezen színek keveréke. A mák gubója a néhány cm-től az ököl nagyságig is megnőhet.

## Életmódja, termőhelye
A Kárpát-medencében egynyári növény; mediterrán éghajlaton évelő.  Eredendően fagytűrő, de egyes kertészeti változatai fagyérzékenyek. A talaj kémhatására nem érzékeny, és a szárazságot is jól tűri, de a legjobban nedves, termékeny talajon fejlődik.

## Felhasználása

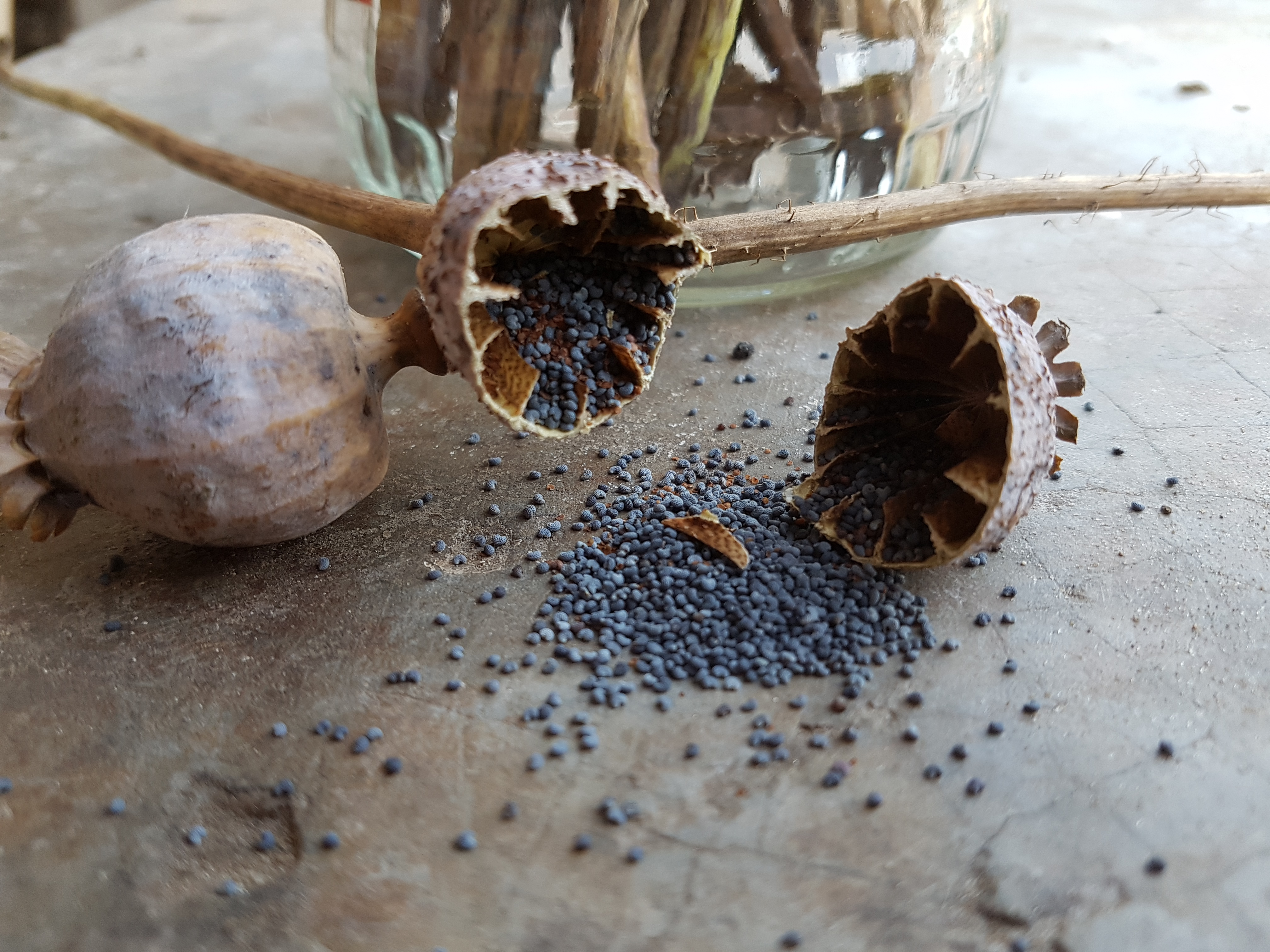
Száraz mák

Fontos élelmiszer és gyógyszeripari alapanyag.
A még zöld termés megvágása után képződő, megszilárdult tejnedve, az ópium kb. huszonötféle hatásos alkaloidot (például morfint, narkotint, kodeint, tebaint, papaverint) tartalmaz. Az alkaloidok a száraz mákgubóból is kinyerhetőek, fontos gyógyszereket készítenek belőlük. Az alkaloidok száraz mákgubóból kivonására magyar kutató, Kabay János dolgozott ki eljárást. A népi gyógyászatban a gyermekeket „nyugtatták” a zöld terméstok forrázatával. Először Kabay János is a zöld terméstokból vonta ki a morfiumot, a kodeint és a papaverint, de a zöld termésben gondot okozott a klorofill, ezért tért át a száraz, kicsépelt mákgubóra. A mai drogfogyasztók is hasonló eljárással készítik a mákteát.
Egyes változatai dísznövények; ezeket kifejezetten kertészeti célokra nemesítették ki. A kertészeti változatok gubójában többnyire nincsenek alkaloidok (vagy csak nagyon kevés).
A mák magjából mákolajat sajtolnak, melynek magas kalcium és cink tartalma van, valamint B-, E- vitaminokban gazdag. Csontritkulásban szenvedőknek nagyon hasznos. A mákolaj salátákkal fogyasztható. A mákolajat sötét üvegben tárolják, mivel fényérzékeny. A mákolaj olajfesték kötőanyagaként is használható.
A mákkal ritkán likőrt is ízesítenek, például a magyar Magna Cum Laude Mácum vagy a francia Briottet Liqueur de Coquelicot de Nemours máklikőröket.

## Farmakológiai hatás
Az orvostudományi kutatások évszázadokon keresztül foglalkoztak az ópiumból a tiszta hatóanyag kinyerésével. Friedrich Wilhelm Sertürner német patikus 1805-ben izolálta az ópiumból a morfint. A mák-alkaloidok kinyerési technológiájának szabadalma Kabay János magyar gyógyszerész nevéhez fűződik, 1927-ben alapította Büdszentmihályon (ma Tiszavasvári) az Alkaloida Vegyészeti Gyár Részvénytársaságot (ma az indiai Sun Pharma tulajdonában van).
Az ópium fő alkotórésze a morfin: fájdalomcsillapító, a központi idegrendszer pályákon hatva jelentősen csökkenti a fájdalomérzést), gyógyszeralapanyag illetőleg kábítószer. A kodein köhögéscsillapításra alkalmas gyógyszerek alapanyaga. Több mák-alkaloidra is jellemző a fájdalom- és köhögéscsillapító hatás.

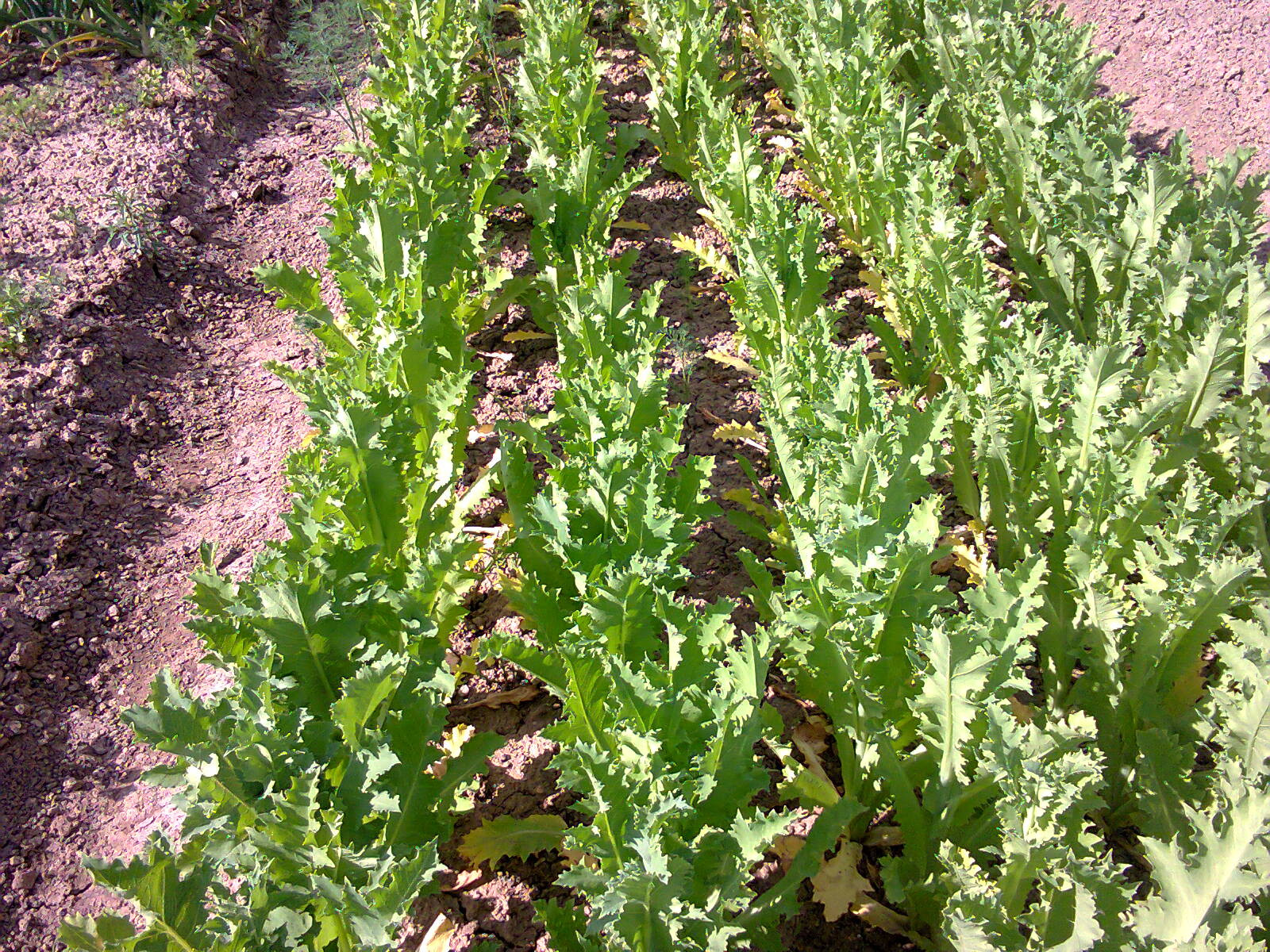
Fiatal mák ágyás

## Vetésterülete a világon
Vetésterülete a világon az 1960-as évektől 30-162 ezer hektár, 2000-2003 között 86-101 ezer hektár között váltakozott, 50-57 ezer tonna, 500–550 kg/ha termésátlaggal.
Legjelentősebb máktermesztő országok Európában: Csehország, Törökország, Franciaország, Németország és Magyarország.[forrás?]

## Máktermesztés Magyarországon
A mák fontos élelmiszer- és gyógynövénynek számít Magyarországon, azonban szigorúan szabályozott a termesztése. Saját részre 499 m²-ig termelhető alacsony ópium tartalmú mák, melynek ópium tartalma nem haladja meg a 0,06%-ot. 500 m² felett és 0,06%-ot meghaladó ópium tartalmú fajta esetén (ipari mák), mindenki köteles bejelenteni és engedélyt kérelmezni a termesztéséhez a magyar Országos Gyógyszerészeti és Élelmezés-egészségügyi Intézettől (OGYÉI). Élelmezési és díszítő mák célú értékesítés esetén a NÉBIH-től is.
2006. január 1-jétől fehér virágú változata Magyarországon drognak számít; azóta szabadon csak a lilás-rózsaszínes virágú változata termeszthető.

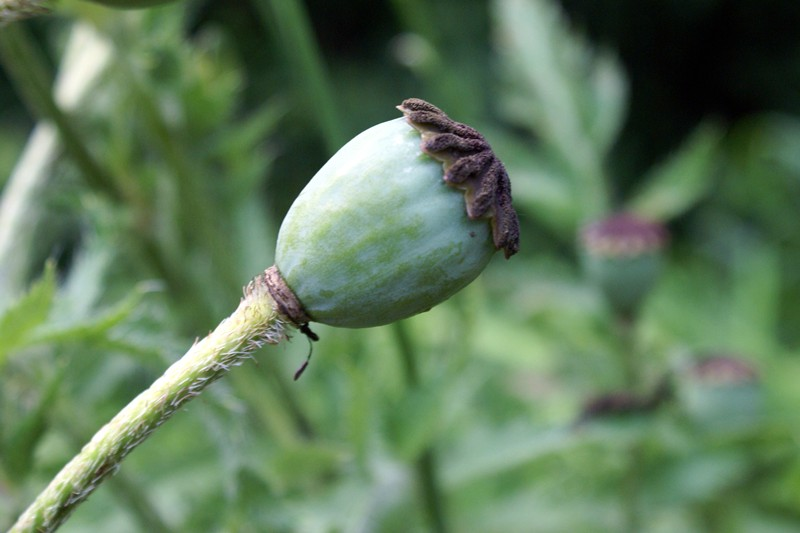
zöld mákgubó
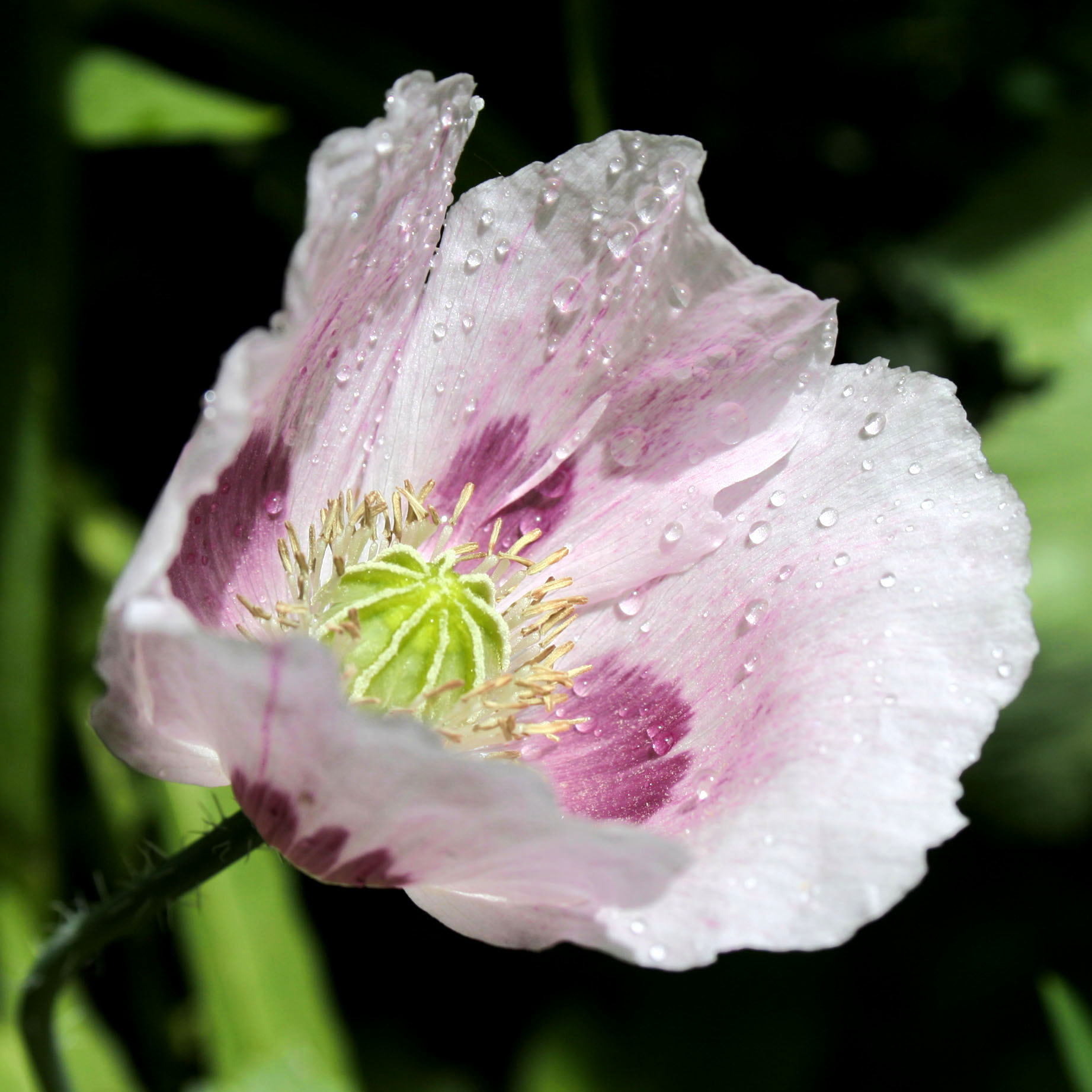
Virágzó kerti mák eső után
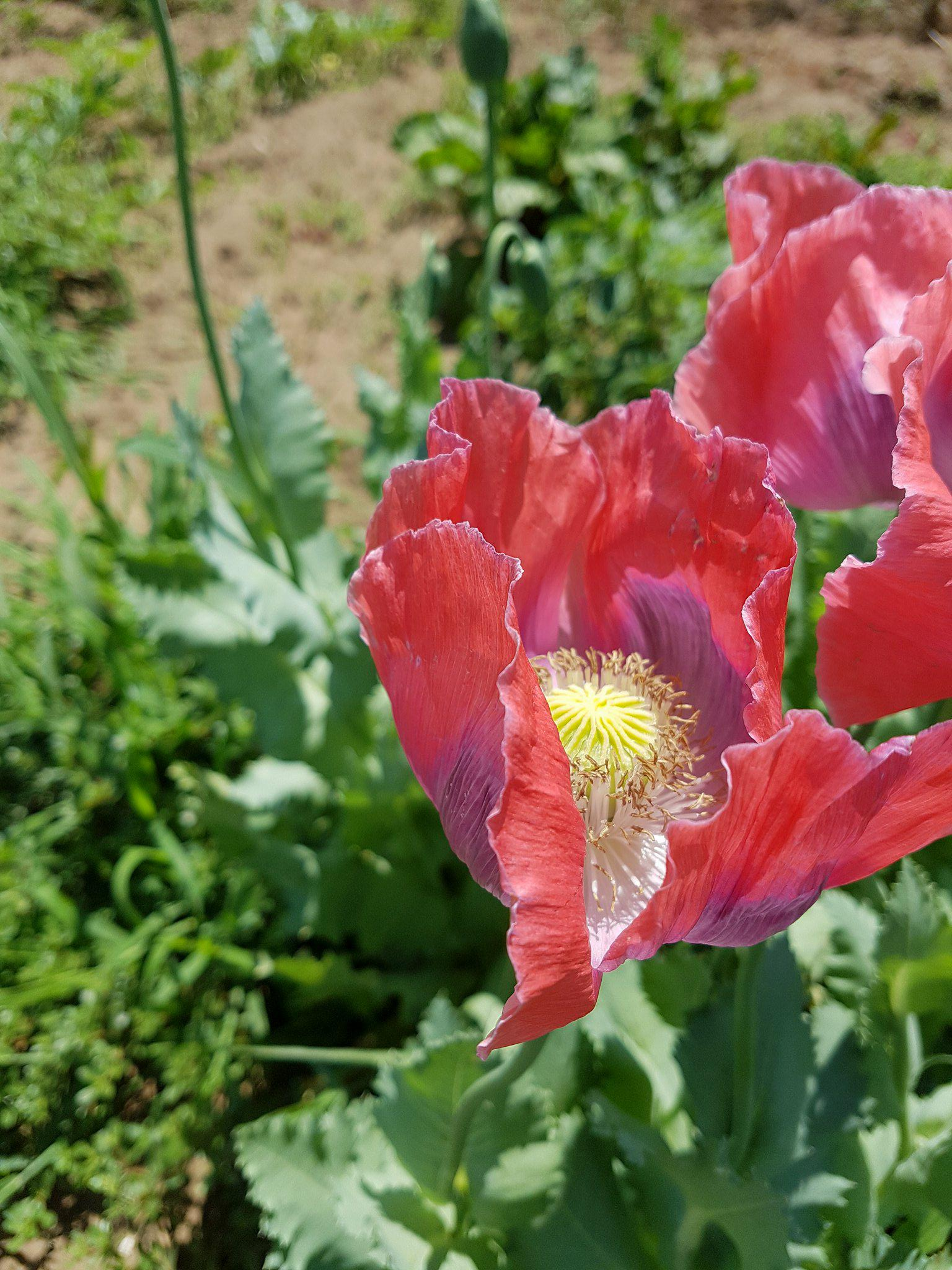
2006. óta ilyen virágzatú mák termelhető szabadon Magyarországon 499 m²-ig.